# Emil-Riedel-Straße 9

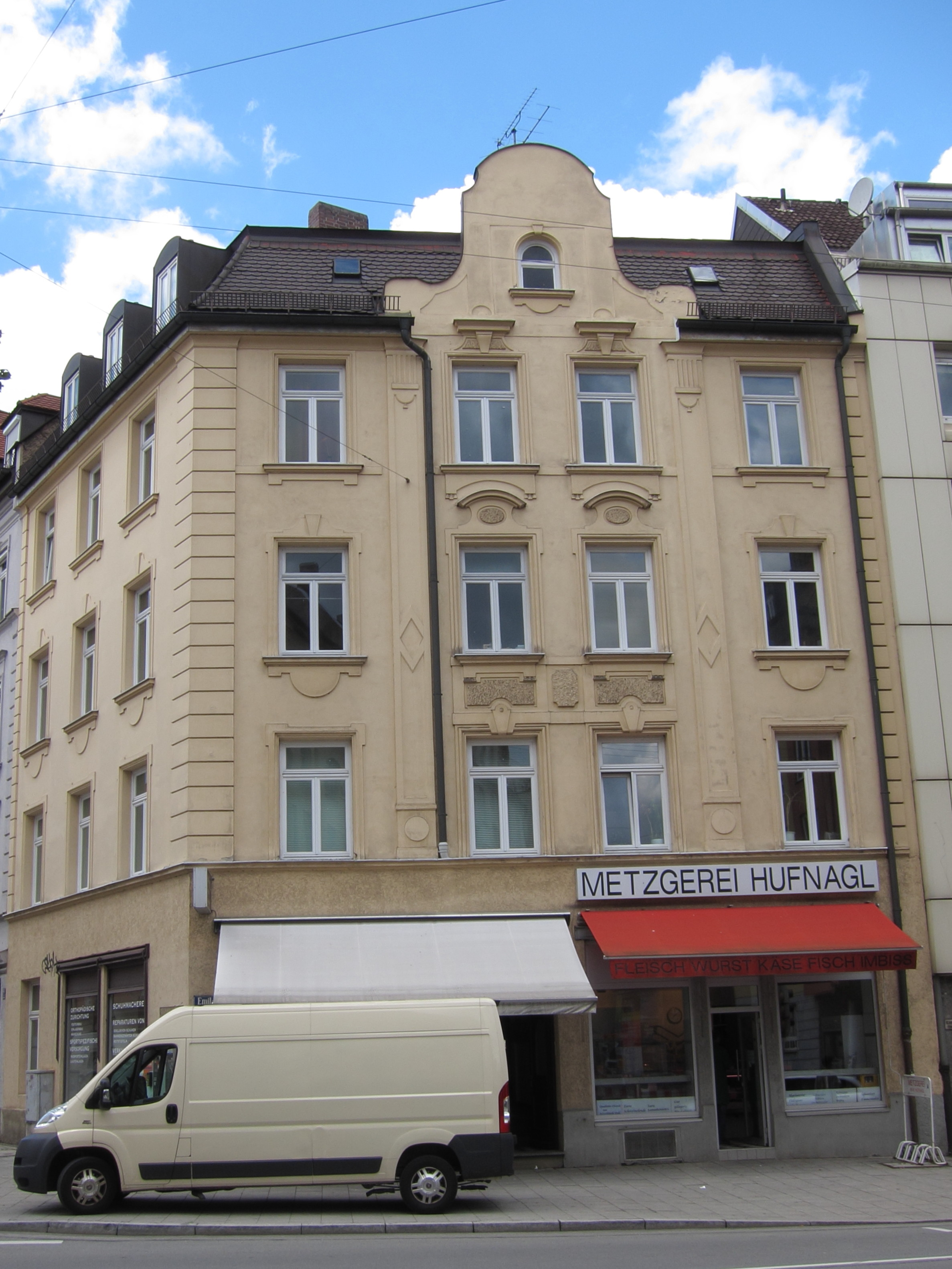
Emil-Riedel-Straße 9

Das Haus Emil-Riedel-Straße 9 ist ein viergeschossiges Mietshaus im Stadtteil Lehel der bayerischen Landeshauptstadt München. Das Gebäude wurde in den Jahren 1900/02 nach Plänen von Leonhard Moll im Stil der Neurenaissance errichtet. Das Gebäude ist ein geschütztes Baudenkmal und in die Bayerische Denkmalliste eingetragen.
Das Gebäude ist Teil der Blockrandbebauung der Westseite der Emil-Riedel-Straße und steht in Ecklage an der Einmündung der Paradiesstraße. An der westlichen Seite ist es baulich mit dem Haus Paradiesstraße 9 verbunden, an der nördlichen Seite mit dem Haus Emil-Riedel-Straße 11. Die Fassade zur Emil-Riedel-Straße wird bestimmt von einem mittigen Schweifgiebel, nach oben schließt es mit einem Mansarddach ab.
Im Erdgeschoss befindet sich eine Metzgerei.